# Edwin Spanier
Edwin Spanier   (Washington DC, 8 d'agost de 1921 - Scottsdale, 11 d'octubre de 1996) va ser un matemàtic estatunidenc.
Spanier es va graduar el 1941 a la universitat de Minnesota i, després de treballar pel Signal Corps de l'exèrcit americà durant la Segona Guerra Mundial, va obtenir el doctorat el 1947 a la universitat de Michigan amb una tesi sobre cohomologia dels espais topològics dirigida per Norman Steenrod. Aquesta tesi va ser la base per desenvolupar el concepte de Cohomologia d'Alexander-Spanier.
Després d'un curs a l'Institut d'Estudis Avançats de Princeton, va ser professor de la universitat de Chicago des de 1948 fins a 1958 i, a partir de 1959 fins que es va retirar el 1991, a la universitat de Califòrnia a Berkeley.
A més d'una quarantena llarga d'articles científics sobre topologia algebraica, Spanier va ser l'autor del llibre de text clàssic en la matèria: Algebraic Topology (1955), reeditat en nombroses ocasions. També és recordat pels teoremes de Dubins-Spanier.